# Kara Sevda
Kara Sevda (en català amor etern) és una sèrie de televisió turca produïda per Ai Yapım i emesa per Star TV entre el 2015 i el 2017. Està dirigida per Hilal Saral i està protagonitzada pels actors turcs Burak Özçivit, Neslihan Atagül i Kaan Urgancıoğlu. La sèrie s'ha convertit en una de les produccions més importants de la història de les sèries de televisió turques. El 2017, va ser guardonada, amb motiu dels premis Emmy Internacional, com a millor telenovel·la, convertint-se en la primera i única sèrie turca a aconseguir aquest premi. A més, també ha estat l'única sèrie turca a arribar a ser finalista en aquests guardons. A més, Kara Sevda va rebre el premi especial del jurat en els Seoul International Drama Awards, a Corea.
Amb tot, la novel·la ha estat la sèrie turca més vista del món, sent transmesa en més de 110 països, amb èxit d'audiències, i ha estat traduïda a més de 50 idiomes. Alguns països on ha estat retransmesa són: Turquia, Rússia, Grècia, Hongria, Marroc, França, Sèrbia, Romania, Alemanya, l'Iraq, Eslovàquia, Ucraïna, Albània, Espanya, Iran, Mèxic, Bolívia, Panamà, Uruguai, Eslovènia, Paraguai, etc. En la seva retransmissió als Estats Units, a través de Univisión, es va convertir en la telenovel·la estrangera més vista de tota la història del país i en la sèrie turca amb major audiència, superant als seus principals competidors. La història d'amor es manté com la ficció més vista en l'horari principal hispà, amb més de 2 milions d'espectadors cada dia i fregant els 4 milions en el seu episodi final, cosa que no ha aconseguit cap altra sèrie. Tal ha estat l'èxit de la sèrie que en el Museu de Cera de "Taixkent City Park" a l'Uzbekistan, s'exposen dues figures de Kemal i Nihan, els personatges protagonistes de la sèrie, en la part dedicada a Istanbul.

## Trama
Kemal Soydere (Burak Özçivit) és el fill d'una família de classe mitjana. En el seu últim any en enginyeria de mines, una noia anomenada Nihan (Neslihan Atagül) entra en la seva monòtona vida. L'amor és impossible per la diferència de classes entre ells dos, però s'ho fan per estar junts. Això, fins al dia en què Kemal ha de mudar-se a una mina de Zonguldak, desconeixent que Nihan es casarà obligada amb Emir Kozcuoğlu (Kaan Urgancıoğlu), un home enamorat d'ella des que eren nens. Kemal s'aïlla en el seu treball, i un dia, després de les seves accions d'ajuda en un accident a la mina, Kemal és ascendit i assumeix una posició de poder a la companyia. Cinc anys després, Kemal pren la decisió de tornar a Istanbul per afrontar el seu passat.

## Repartiment

### Personatges principals
- Neslihan Atagül com Nihan Sezin.
- Burak Özçivit com Kemal Soydere.
- Kaan Urgancıoğlu com a Emir Kozcuoğlu.
- Kürşat Alnıaçık com Önder Sezin.
- Zerrin Tekindor com Leyla Acemzade.
- Burak Sergen com Galip Kozcuoğlu.
- Orhan Güner com Hüseyin Soydere.
- Zeyno Eracar com Fehime Soydere.
- Melisa Aslı Pamuk com Asu Alacahan Kozcuoğlu.
- Neşi Baykent com Vildan Acemzade.
- Rüzgar Aksoy com Tarık Soydere.
- Barış Alpaykut com Ozan Sezin.
- Oğur Aslan com Zehir.
- Hazal Filiz Küçükköse com Zeynep Soydere.

### Personatges secundaris
- Gökay Müftüoğdl com Salih.
- Ali Burak Ceylan com Tufan Kaner.
- Çağla Demir com Banu Akmeriç.
- Nihan Aşıcı com Yasemin.
- Metin Coşkun com Hakkı Alacahan.
- Kerem Alışık com Ayhan Kandarlı.
- Gizem Karaca com Compren.
- Elif Özkul com Sema.
- Arven Beren com Deniz.
- Ece Mudessiroğdl com Zehra Tozkan.
- Erhan Alpay com Hakan.
- Berk Güneşberk com Şafak.
- Aişen İnci com Müjgan Kozcuoğlu.

## Producció
Kara Sevda ha estat rodada íntegrament a la ciutat d'Istanbul, a excepció de l'escena de l'explosió de la mina del primer episodi que va ser rodat a Zonguldak.

## Temporades
| Temporada | Temporada | Episodis | Rang d'episodis | Emissió original       | Emissió original   |
| Temporada | Temporada | Episodis | Rang d'episodis | Inici                  | Final              |
| --------- | --------- | -------- | --------------- | ---------------------- | ------------------ |
|           | 1         | 35       | 1 - 35          | 14 d'octubre de 2015   | 15 de juny de 2016 |
|           | 2         | 39       | 36 - 74         | 21 de setembre de 2016 | 21 de juny de 2017 |

## Premis i nominacions
Kara Sevda és l'única sèrie turca de la història que ha aconseguit guanyar el Premi Emmy Internacional a la millor telenovel·la. A més, també ha estat guardonada amb el premi especial del jurat en els Seoul International Drama Awards. De la mateixa manera, els actors protagonistes de la sèrie han estat nominats a un total de 37 guardons, aconseguint 20 d'ells:
| Any  | Premis                                                          | Categoria                         | Nominat(a)                             | Resultat  | Ref.   |
| ---- | --------------------------------------------------------------- | --------------------------------- | -------------------------------------- | --------- | ------ |
| 2015 | 4º Bilkent Television Awards                                    | Millor actor de drama             | Burak Özçivit                          | Guanyador |        |
| 2015 | Ayaklı Newspaper Awards                                         | Millor actor de sèrie dramàtica   | Burak Özçivit                          | Guanyador |        |
| 2015 | Ayaklı Newspaper Awards                                         | Millor actriu de sèrie dramàtica  | Neslihan Atagül Dogulu                 | Guanyador |        |
| 2015 | Ayaklı Newspaper Awards                                         | Millor actor de repartiment       | Kaan Urgancıoğdl.                      | Guanyador |        |
| 2015 | Ayaklı Newspaper Awards                                         | Millor actriu de repartiment      | Zerrin Tekindor                        | Guanyador |        |
| 2016 | Conferència internacional sobre seguretat i salut en el treball | Premi especial                    | Kara Sevda                             | Guanyador |        |
| 2016 | Golden Object Awards                                            | Millor actriu de repartiment      | Hazal Filiz Küçükköse                  | Guanyador |        |
| 2016 | Golden Object Awards                                            | Millor actriu                     | Neslihan Atagül Dogulu                 | Guanyador |        |
| 2016 | 16º Magazinci.com Internet Mitjana (millors)                    | Actuació televisiva de l'any      | Burak Özçivit                          | Guanyador |        |
| 2016 | 16º Magazinci.com Internet Mitjana (millors)                    | Sèrie de l'any                    | Kara Sevda                             | Guanyador |        |
| 2016 | 16º Magazinci.com Internet Mitjana (millors)                    | Millor actriu                     | Neslihan Atagül Dogulu                 | Guanyador |        |
| 2016 | Premis Altın Kelebek                                            | Millor sèrie                      | Kara Sevda                             | Nominat   | [ 17 ] |
| 2016 | Premis Altın Kelebek                                            | Millor actriu de drama            | Neslihan Atagül Dogulu                 | Nominat   | [ 17 ] |
| 2016 | Premis Altın Kelebek                                            | Millor actor de drama             | Burak Özçivit                          | Nominat   | [ 17 ] |
| 2016 | Premis Altın Kelebek                                            | Millor director(a)                | Hilal Saral                            | Nominat   | [ 17 ] |
| 2016 | Premis Altın Kelebek                                            | Millor parella de sèrie           | Neslihan Atagül Dogulu - Burak Özçivit | Nominat   | [ 17 ] |
| 2016 | Premis Altın Kelebek                                            | Millor actriu jove                | Melisa Asli Pamuk                      | Guanyador |        |
| 2016 | KKTC Magazine Gazeteciler                                       | Millor actriu de repartiment      | Hazal Filiz Küçükköse                  | Guanyador |        |
| 2016 | 6º Ayaklı Gazete TV Stars Awards                                | Millor actriu de drama            | Neslihan Atagül Dogulu                 | Nominat   |        |
| 2016 | KTÜ Mitjana Awards                                              | Actriu millor qualificada         | Neslihan Atagül Dogulu                 | Nominat   |        |
| 2016 | Müzikonair Awards                                               | Millor actriu                     | Neslihan Atagül Dogulu                 | Guanyador |        |
| 2016 | Ege University 5th Mitjana Awards                               | Millor actriu                     | Neslihan Atagül Dogulu                 | Nominat   |        |
| 2016 | Ege University 5th Mitjana Awards                               | Millor actor                      | Burak Özçivit                          | Nominat   |        |
| 2016 | Seoul International Drama Awards                                | Millor sèrie de drama             | Kara Sevda                             | Nominat   | [ 18 ] |
| 2016 | Seoul International Drama Awards                                | Millor actriu                     | Neslihan Atagül Dogulu                 | Nominat   | [ 18 ] |
| 2016 | Seoul International Drama Awards                                | Premi especial del jurat          | Kara Sevda                             | Guanyador | [ 19 ] |
| 2017 | 45° Premis Emmy Internacional                                   | Millor telenovel·la               | Kara Sevda                             | Guanyador | [ 20 ] |
| 2017 | Premis Altın Kelebek                                            | Millor actor                      | Burak Özçivit                          | Nominat   |        |
| 2017 | Premis Altın Kelebek                                            | Millor música de sèrie            | Toygar Işıklı                          | Nominat   |        |
| 2017 | Premis Altın Kelebek                                            | Millor actriu jove                | Hazal Filiz Küçükköse                  | Guanyador |        |
| 2017 | Bilkent TV Awards                                               | Millor actriu                     | Neslihan Atagül Dogulu                 | Nominat   |        |
| 2017 | Turkish Children's Awards                                       | Millor actriu                     | Neslihan Atagül Dogulu                 | Nominat   |        |
| 2017 | Magazinci.com Internet Mitjana Magazine Oscars Awards           | Millor actriu de repartiment      | Zerrin Tekindor                        | Guanyador |        |
| 2017 | Ayaklı Newspaper Awards                                         | Millor actriu de repartiment      | Melisa Asli Pamuk                      | Guanyador |        |
| 2021 | Soap Awards France 2021                                         | Millor telenovel·la internacional | Kara Sevda                             | Guanyador | [ 21 ] |
| 2021 | Soap Awards France 2021                                         | Millor actor internacional        | Burak Özçivit                          | Nominat   | [ 22 ] |
| 2021 | Soap Awards France 2021                                         | Millor actriu internacional       | Neslihan Atagül Dogulu                 | Nominat   | [ 23 ] |